# Polyptyque de Santa Chiara
Pour les articles homonymes, voir Santa Chiara.
Le Polyptyque de Santa Chiara (ou le polyptyque du Couronnement de la Vierge avec des histoires du Christ et de saint François) est une peinture de 
Paolo Veneziano, une détrempe et or sur bois de 167 × 285 cm réalisé en 1350 et conservé aux Galeries de l'Académie de Venise.

## Histoire
Le polyptyque se situait en l'église Santa Chiara à Venise. Démembré au moment des spoliations napoléoniennes, ses éléments sont dispersés et le panneau central est envoyé en 1808 à Brera. Ce n'est qu'en 1950 que les éléments en sont rassemblés.
L'œuvre a été pour la première fois rattachée à la production de jeunesse de Paolo Veneziano en 1924 par Raimond van Marle. Roberto Longhi en 1946,   voit dans le polyptyque une sorte de renouveau byzantin nostalgique opéré par le maître après le milieu du XIVe siècle.
Cette position a été révisée par les critiques récentes qui tendent plutôt à faire remonter l'œuvre à une période comprise entre 1333 et 1345. Une annotation technique conforte cette position, en effet Roberta Maria Salvador (2006-2007) souligne qu'à partir du polyptyque de Chioggia de 1349, Paolo Veneziano a utilisé un poinçon spécifique pour la définition des trois points qui couronnent les rameaux décoratifs des nimbes, alors que dans les œuvres précédentes, le motif apparaît à main levée,. L'absence de poinçon dans la peinture des Galeries de l'Académie permet donc de situer l'œuvre avant 1349.

## Description

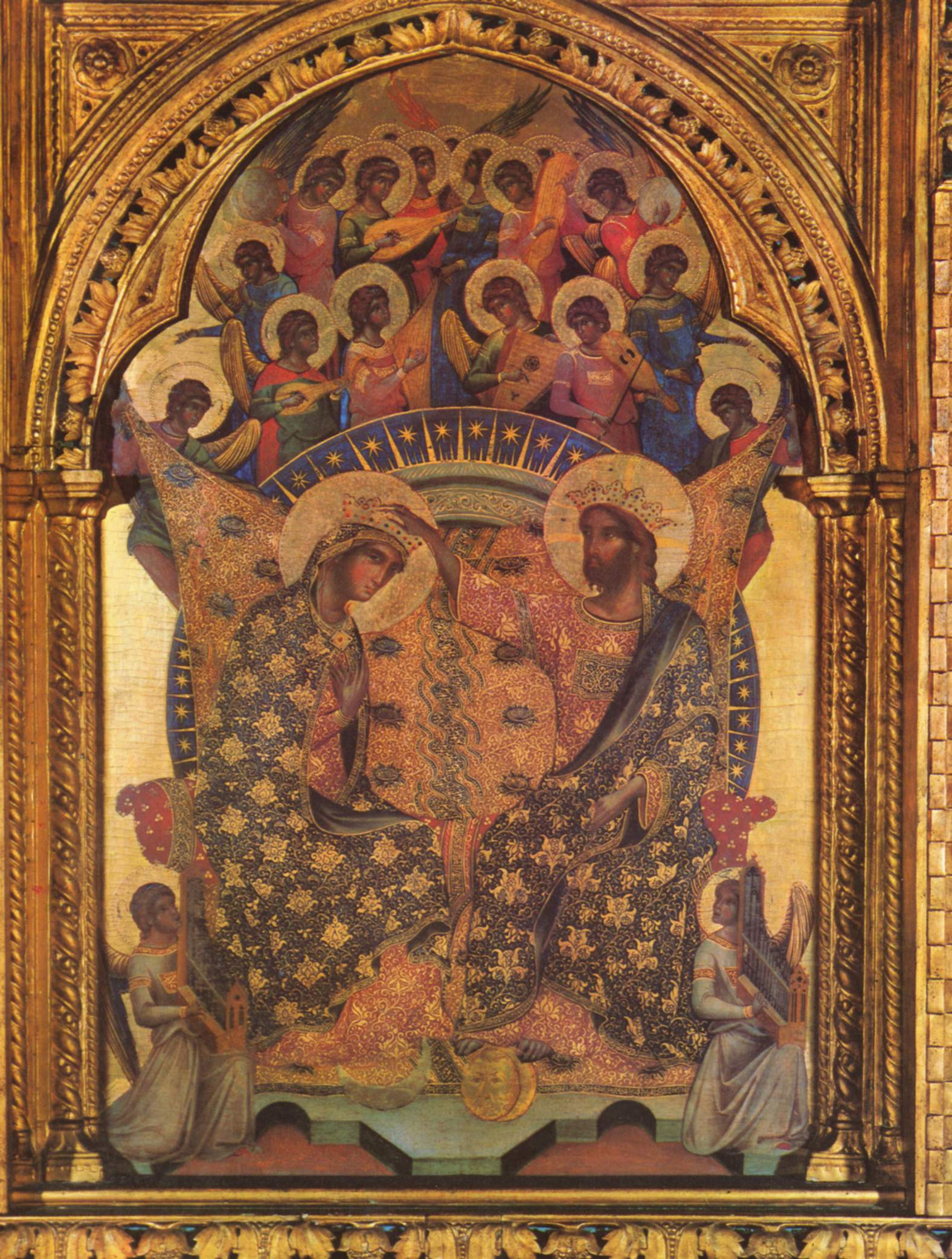
Panneau central : Couronnement de la Vierge.

Le tableau est un polyptyque à plusieurs ordres, avec des scènes narratives disposées autour d'un épisode central, encadrées par une boiserie sculptée et dorée.
Il est composé de vingt compartiments. Au centre le Couronnement de la Vierge (98 × 63 cm) est décrit à l'intérieur d'une machine scénique élaborée avec un grand trône, entouré d'un ciel étoilé avec le Christ et Marie recouverts de somptueux draps soyeux, tandis qu'un chœur d'anges musiciens domine la scène. Les deux principales prédelles, mesurant chacune 40 × 94 cm, montrent Les Histoires de la Vie du Christ,. 
Composition de gauche (première et deuxième rangée), puis à droite.
- Nativité et Adoration des mages
- Baptême du Christ
- Sainte Cène
- Capture du Christ
- Chemin du Calvaire
- Crucifixion
- Résurrection
- Ascension

Les histoires se poursuivent dans le couronnement, avec trois tablettes de chaque côté (26 × 19 cm) entrecoupées de figures des Évangélistes  (23 × 7 cm) ; aux histoires après la venue du Christ s'entrecroisent, en pleine continuité, celles de saint François et de sainte Claire d'Assise :
- Pentecôte
- Vêtements de sainte Claire
- Saint François, qui remet ses vêtements à son père
- Stigmates de saint François
- Mort de saint François
- Christ juge

Au-dessus du panneau central  se trouvent deux cuspides avec les images d'Isaïe et de Daniel (30 × 16 cm chacune).

## Style
La polyptyque d'évidente matrice byzantine est enrichi  par des influences de Giotto. L'écart est particulièrement évident entre la partie centrale, toujours de manière rigide byzantine, marqué par un décor de motifs de tissus d'or, et les scènes latérales, plus narratives.

## Source de traduction
- (it) Cet article est partiellement ou en totalité issu de l’article de Wikipédia en italien intitulé « Polittico di Santa Chiara » (voir la liste des auteurs).